# 红白鼯鼠
红白鼯鼠（学名：Petaurista alborufus）为松鼠科鼯鼠属的动物。分布于台湾以及中国大陆的广西、陕西、贵州、云南、四川、湖北等地，多生活于热带和亚热带森林。该物种的模式产地在四川宝兴。
红白鼯鼠是体型最大的鼯鼠，也称中国大鼯鼠，体长可达一米以上。生活在中国东南部的山林里。他们白天休息，日落后开始觅食。主要以水果和坚果为食，也会吃树叶和昆虫。红白鼯鼠通过滑翔在树冠间移动，滑翔距离通常为20-40米。当他们从山上往山下遠距移動时，也可能滑出400米之远。

## 亚种
- 红白鼯鼠指名亚种（学名：Petaurista alborufus alborufus），Milme-Edwards于1870年命名。。该物种的模式产地在四川宝兴。[4]
- 红白鼯鼠宜昌亚种（学名：Petaurista alborufus castaneus），Thomas于1923年命名。在中国大陆，分布于四川（东部）、贵州、湖北等地。该物种的模式产地在湖北宜昌。[5]
- 红白鼯鼠台中亚种[6]，Thomas于1907年命名。分布于台湾岛等地。该物种的模式产地在台湾。[7]*根據 Mr. Oshida 以粒腺體 DNA 序列，於2000年針對東亞地區鼯鼠屬進行分析，原本列屬於紅白鼯鼠亞種的白面鼯鼠，其親緣關係與中國東南地區的亞種有明顯區隔，支持白面鼯鼠與紅白鼯鼠是不同的物種。.
- 红白鼯鼠丽江亚种（学名：Petaurista alborufus ochraspis），Thomas于1923年命名。在中国大陆，分布于广西、云南等地。该物种的模式产地在云南丽江。[8]

## 保护
本种于2023年被收录入《有重要生态、科学、社会价值的陆生野生动物名录》。